# Black Rock (Grenada)
Black Rock (auch französisch  Islet d’Antoine, Anthony Rock) ist eine zu Grenada gehörende unbewohnte Insel der Kleinen Antillen in der Karibik vor der Ostküste von Grenada.

## Geographie
Das Felseneiland bildet die Fortsetzung von Artiste Point (Conference Point) bei La Poterie in der Antoine Bay.